# Nataloïdeus
Els nataloïdeus (Nataloidea) són una superfamília molt petita de ratpenats microquiròpters. La integren tan sols 15 espècies, les quals viuen a Amèrica (des de Mèxic cap al sud) i a Madagascar.
Les espècies que componen aquesta superfamília tenen en comú la forma d'embut de les orelles, les dents i l'os hioide. Tots els nataloïdeus són insectívors i capturen les seves preses en ple vol.

## Taxonomia
Si bé la classificació dels ratpenats fou molt discutida i revisada durant el segle passat degut a la incongruència entre els estudis, els clades superiors d'aquest ordre segueixen en discussió. Malgrat això, un estudi filogenètic recent va detectar una arrel comuna donant suport a la monofilia d'aquestes 4 famílies, fet que recomanava el reconeixement de la superfamília dels nataloïdeus per catalogar aquesta relació.

## Classificació
La superfamília dels nataloïdeus està formada per 4 famílies, 7 gèneres i 15 espècies.
Família Furipteridae
- Amorphochilus
- Furipterus

Família Myzopodidae
- Myzopoda

Família Natalidae
- Chilonatalus
- Natalus
- Nyctiellus

Família Thyropteridae
- Thyroptera